# Motoren (vals)
Motoren, op. 265, är en vals av Johann Strauss den yngre. Den spelades första gången den 10 februari 1862 i Sofienbad-Saal i Wien. 

## Historia
Det är anmärkningsvärt hur mycket medlemmarna i Strauss-familjen identifierade sig med den snabba tekniska utvecklingen under 1800-talet. Innan det första järnvägståget hade börjat gå på den korta rutten från Floridsdorf utanför Wien till Wagram skrev Johann Strauss den äldre redan 1836 en Eisenbahn-Lust-Lalzer (op. 89). 1852 komponerade Johann Strauss den yngre Electro-magnetische-Polka (op. 110) till teknikstudenterna. De tekniska prestationerna från tiden "kommenterades" av Strauss genom musikaliska verk och blev en hyllning till tidens samhällsutveckling: Gründerzeit. År 1862 komponerade Strauss sin elfte komposition, vars titel var relaterad till en term från teknikvärlden, valsen Motoren. Strauss dirigerade själv framförandet vid teknikstudenternas karnevalsbal den 10 februari i Sofienbad-Saal. Utmattad av alla jobbåtaganden som dirigent för åtskilliga baler under karnevalen beslöt Johann Strauss att hans yngre bror Eduard skulle ersätta honom som ledare för Straussorkestern de gånger Johann själv inte kunde, samt vara uttolkare av hans (Johanns) musik. Det var klart att Johann föredrag brodern Eduard som ersättare framför sin andre broder Josef. Eduard debuterade som dirigent den 6 april samma år.

## Om valsen
Speltiden är ca 6 minuter och 34 sekunder plus minus några sekunder beroende på dirigentens musikaliska tolkning.

## Weblänkar
- Motoren i Naxos-utgåvan.